# 埃德拉尔
埃德拉尔是葡萄牙布拉干萨区的一个堂区。总面积26.47平方公里，总人口265人，人口密度10人/平方公里。